# Ateisme fort
L'ateisme fort (o ateisme positiu) consisteix en la negació de l'existència de qualsevol déu, entès com un ésser superior, preexistent 'per se' i creador de l'Univers, conscient de la seva pròpia existència, amb voluntat i coneixement perfectes. En definitiva, nega l'existència de qualsevol dels déus que han donat lloc al conjunt de religions i sectes. És una postura filosòfica respecte a l'existència de déus i afirma que la consciència de l'ésser humà desapareix quan mor.
Per a Ayn Rand, per exemple, l'atribut "creador de l'univers" era una de les moltes contradiccions lògiques contingudes en la definició de Déu. Parlar de "creador de l'Univers" implica que hi ha alguna cosa fora de l'Univers, la qual cosa va en contra de la definició d'Univers (suma de tot el que ha existit, existeix o existirà).
Una sèrie de preguntes sorgeixen immediata i inevitablement quan s'afirma que un ens superior va crear l'univers: Què hi havia abans que Déu creés l'univers? On era Déu abans de crear l'univers si és que aquest encara no existia? És que Déu va crear l'univers des del mateix univers? Sona paradoxal.
Tots aquests qüestionaments ens porten cap a una conclusió inevitable i és que l'univers sempre ha estat aquí, i sempre hi serà encara que es transformi i no hi ha manera que sigui d'una altra manera, és a dir, l'univers és etern, perquè encara que desaparegui el que avui coneixem com a tal, aquest espai que quedi seguirà llavors sent l'univers i no hi ha necessitat que sigui creat.
Existeix una contradicció i evidentment una postura atea forta sobre l'existència d'un principi de l'univers cristià, ja que per a ells, hi va haver un principi (un Gènesi) i un Apocalipsi de l'univers, una cosa que naturalment ha vingut en contraposició de la lògica neutralista atea i/o científica afirmant que no necessàriament hi ha d'haver un principi d'alguna cosa, ja que per a un ateu, això sonaria no com una necessitat o dependència.